# Rejon Samux
Rejon Samux (azer. Samux rayonu) – rejon w północnym Azerbejdżanie. 
W roku 2004 w rejonie powstał Państwowy Rezerwat Przyrody „Sosna eldarska”.